# O Gudh som har i händer
O Gud som har i händer  är en gammal psalm i 15 verser av Haquin Spegel.   Psalmen baseras på Konung Davids 94:e psalm. " Bön om hielp emot fienderna"
Psalmen har samma melodi som På dig, o Herre käre! (nr 312).
Psalmen inleds 1695 med orden:
O Gudh som har i händer
All macht och rättwijs hämd,

## Publicerad som
- Nr 72 i 1695 års psalmbok under rubriken "Konung Davids Psalmer".